# Freulleville
Freulleville és un municipi francès situat al departament del Sena Marítim i a la regió de Normandia. L'any 2007 tenia 350 habitants.

## Demografia

### Població
El 2007 la població de fet de Freulleville era de 350 persones. Hi havia 128 famílies de les quals 20 eren unipersonals (16 homes vivint sols i 4 dones vivint soles), 40 parelles sense fills, 60 parelles amb fills i 8 famílies monoparentals amb fills.
La població ha evolucionat segons el següent gràfic:
Habitants censats

### Habitatges
El 2007 hi havia 150 habitatges, 125 eren l'habitatge principal de la família, 11 eren segones residències i 14 estaven desocupats. Tots els 150 habitatges eren cases. Dels 125 habitatges principals, 97 estaven ocupats pels seus propietaris, 23 estaven llogats i ocupats pels llogaters i 5 estaven cedits a títol gratuït; 1 tenia una cambra, 4 en tenien dues, 22 en tenien tres, 41 en tenien quatre i 57 en tenien cinc o més. 64 habitatges disposaven pel capbaix d'una plaça de pàrquing. A 51 habitatges hi havia un automòbil i a 62 n'hi havia dos o més.

### Piràmide de població
La piràmide de població per edats i sexe el 2009 era:
| Homes | Edats   | Dones |
| ----- | ------- | ----- |
| 0     | 95 o +  | 0     |
| 0     | 90 a 94 | 0     |
| 4     | 85 a 89 | 0     |
| 0     | 80 a 84 | 4     |
| 4     | 75 a 79 | 8     |
| 16    | 70 a 74 | 4     |
| 8     | 65 a 69 | 4     |
| 4     | 60 a 64 | 8     |
| 0     | 55 a 59 | 0     |
| 8     | 50 a 54 | 8     |
| 16    | 45 a 49 | 16    |
| 8     | 40 a 44 | 12    |
| 4     | 35 a 39 | 4     |
| 12    | 30 a 34 | 8     |
| 12    | 25 a 29 | 16    |
| 28    | 20 a 24 | 12    |
| 12    | 15 a 19 | 20    |
| 4     | 10 a 14 | 0     |
| 8     | 5 a 9   | 8     |
| 4     | 0 a 4   | 12    |

## Economia
El 2007 la població en edat de treballar era de 231 persones, 174 eren actives i 57 eren inactives. De les 174 persones actives 155 estaven ocupades (93 homes i 62 dones) i 19 estaven aturades (7 homes i 12 dones). De les 57 persones inactives 18 estaven jubilades, 16 estaven estudiant i 23 estaven classificades com a «altres inactius».

### Ingressos
El 2009 a Freulleville hi havia 126 unitats fiscals que integraven 357,5 persones, la mediana anual d'ingressos fiscals per persona era de 16.337 €.

### Activitats econòmiques
Dels 10 establiments que hi havia el 2007, 3 eren d'empreses extractives, 2 d'empreses de construcció, 2 d'empreses de comerç i reparació d'automòbils, 1 d'una empresa d'hostatgeria i restauració i 2 d'empreses immobiliàries.
Dels 2 establiments de servei als particulars que hi havia el 2009, 1 era una fusteria i 1 lampisteria.
L'any 2000 a Freulleville hi havia 5 explotacions agrícoles.

## Equipaments sanitaris i escolars
El 2009 hi havia una escola elemental integrada dins d'un grup escolar amb les comunes properes formant una escola dispersa.

## Poblacions més properes
El següent diagrama mostra les poblacions més properes.